# Tweede Kamerverkiezingen 2006/Kandidatenlijst/LRVP-hetZeteltje
Dit is de kandidatenlijst voor de Tweede Kamerverkiezingen 2006 van LRVP - hetZeteltje. De partij deed alleen mee in kieskring 9 (Amsterdam) en bevatte één kandidaat. HetZeteltje haalde te weinig stemmen voor een zetel in de Tweede Kamer.

## De lijst
1. Sander van der Sluis - 185

CDA · PvdA · VVD · SP · Fortuyn · GroenLinks · D66 · ChristenUnie · SGP · Nederland Transparant · PvdD · EénNL · PVV · Lijst 14 · Partij voor Nederland · CDDP · LibDem · VSP · Ad Bos Collectief · GVIP · Lijst 21 · Tamara's Open Partij · Solide Multiculturele Partij · hetZeteltje